# Judaisme
El judaisme és la religió del poble jueu. És la més antiga de les tres religions monoteistes majoritàries i una de les tradicions religioses més antigues que encara es practiquen. La majoria dels dogmes i la història del judaisme són el fonament del cristianisme, i l'origen de l'islam hi està vinculat teològicament per mitjà del personatge d'Abraham. Fins a la creació d'Israel com a estat, després de la Segona Guerra Mundial, no hi havia cap estat al món on el judaisme fos religió oficial.
Per al jueu, el judaisme és un concepte més ampli que pot incloure religió, terra, nació i cultura, i només pot comprendre's en termes de 4.000 anys d'història. D'acord amb els teòlegs jueus i als historiadors, certes qualitats van distingir al judaisme de la majoria de les altres religions comunament conegudes a occident quan aquest va emergir:
- La primera característica és el monoteisme. La noció del monoteisme es deriva directament de la Torà, i del primer dels Deu manaments, que presenta un Déu únic omnipresent i omniscient que ha creat tot el que existeix i que demana adoració exclusiva. La Torà presenta també un Déu perfecte, però preocupat per la humanitat, i amb qui vol relacionar-se personalment.

- La segona característica és el concepte d'un Déu que no havia de ser representat per cap imatge, segons la prohibició del segon dels Deu manaments, i que els jueus no havien de prosternar-se davant cap imatge per oferir adoració.

A les religions politeistes d'ara i aleshores, els déus solen estar limitats per les preocupacions dels seus desigs personals irrellevants al benestar de la humanitat, que hi havia interferència en les seves decisions o poders, o que eren fal·libles i imperfectes com els humans. Els déus de les religions politeistes d'aleshores eren representats per imatges i/o escultures davant les quals els creients havien d'oferir adoració.
- La tercera característica única de l'època, era la introducció d'una exhaustiva llista de lleis de comportament diari per mitjà de les quals s'estableix una relació amb Déu, conegudes com les 613 mitsvot, que havien de ser observades pels fills d'Israel. Altres religions d'aleshores estaven caracteritzades pels temples, per una casta i jerarquia sacerdotal superior, i per l'adoració per mitjà dels sacrificis. Encara que els jueus tenien un temple i oferien sacrificis d'adoració i remoció dels pecats, la tribu sacerdotal exercia només una funció especial, però no eren intermediaris de la comunió amb Déu, i els sacrificis no eren l'únic mitjà d'adoració i comunió amb Déu. Així doncs, el judaisme proposava una comunió personal i sense intermediaris amb un Déu omnipresent que era assequible en cada activitat de la vida. Per al judaisme l'adoració a Déu dins de l'espectre de les activitats diàries té el mateix nivell que l'adoració en temples. El xabbat, per exemple, és una adoració familiar o personal que ha d'observar-se com s'observen les altres festes religioses i les activitats del temple.

Atès que el cristianisme es considera molt més que el compliment del judaisme, per la vinguda del messies en la persona de Jesucrist, aquests conceptes sobre el caràcter de Déu i l'adoració van formar part de la doctrina de l'Església Primitiva cristiana, encara que al llarg de la història, algunes denominacions o branques del cristianisme han elevat la importància de la jerarquia sacerdotal o de l'adoració en temples.

## Doctrina

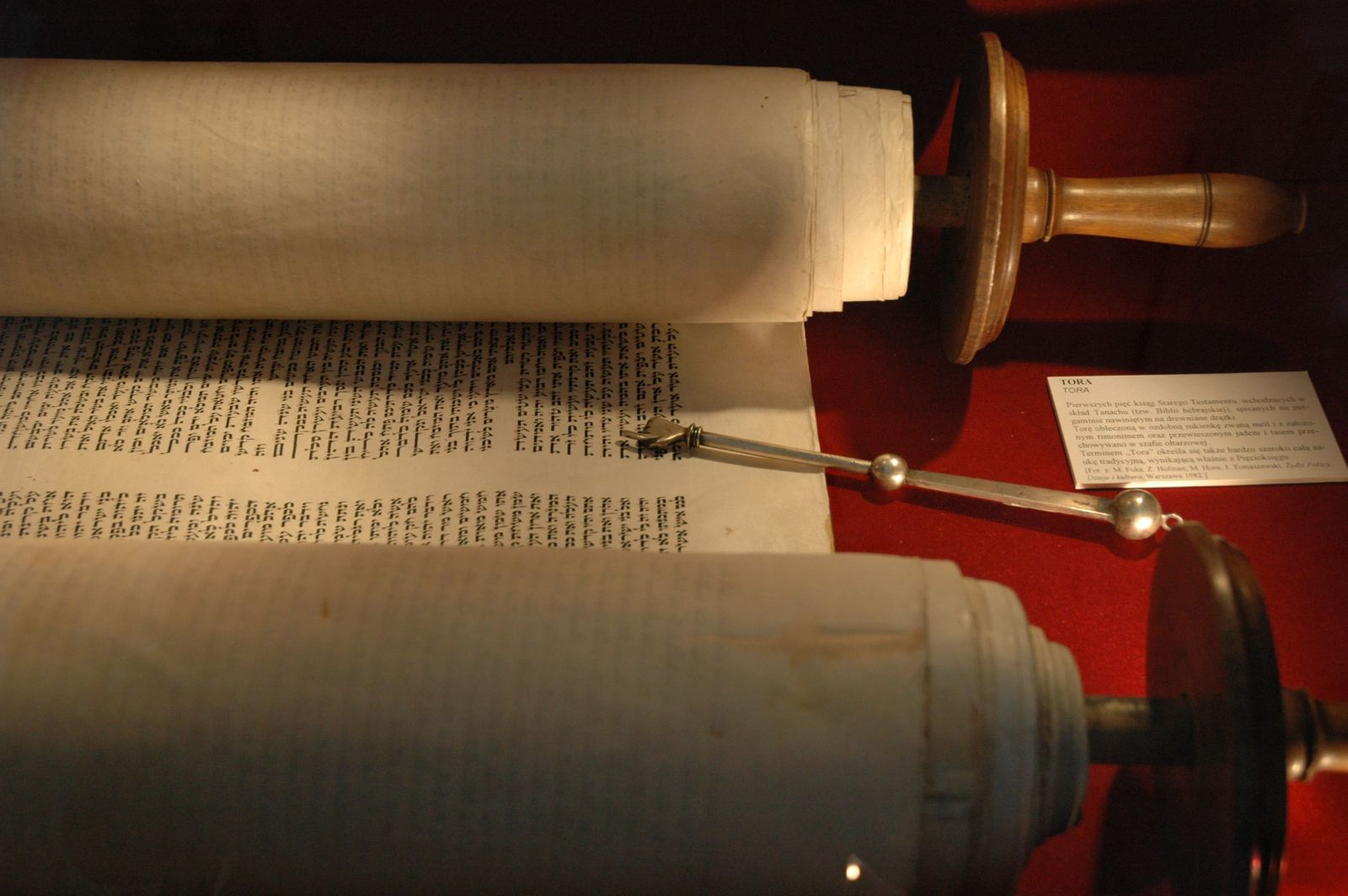
La Torà.

La seva doctrina es recull en la Tanakh o Bíblia Hebrea (que es correspon a l'Antic Testament de la Bíblia cristiana) i el Talmud, i es fonamenta en la creença en un sol Déu, la seva aliança amb el poble d'Israel, els deu manaments i la futura arribada del Messies. Aquests són els punts principals de la doctrina jueva:
- Déu és únic: el judaisme està basat en un monoteisme estricte, en la creença en un Déu, el creador etern de l'univers i la font de la moralitat.
- Déu és omnipotent i omniscient.
- Déu no té cos, i és etern.
- Només a Déu s'ha de pregar. Qualsevol doctrina que proposi un intermediari entre l'home i Déu és herètica.
- La Bíblia hebrea, i les creences descrites a la Mixnà i al Talmud, són producte de la revelació divina.
- Les paraules dels profetes són veritables.
- Moisès és el profeta més important.
- La Torà (els cinc llibres de Moisès) és el text principal del judaisme.
- Déu recompensarà els que obeeixen els seus manaments, i castigarà els que els violen.
- Déu va escollir el poble jueu per a establir un pacte únic amb Ell.
- Hi haurà messies, una era messiànica. Tot i això el messies no és un ésser diví, sinó un alliberador polític. Per a algunes denominacions jueves, no hi haurà un messies. L'era messiànica és un ideal al qual els jueus han d'aspirar.
- L'ànima és pura al naixement. Els nens neixen amb un yétser ha-tov, una tendència per a fer el bé, i un yétser ha-ra, una tendència per a fer el mal. Aleshores, els humans tenen la lliure voluntat per a escollir el camí.
- Les persones poden realitzar propiciació pels pecats per mitjà de l'oració, el penediment i de la tsedaqà (donar caritat i als pobres).

## Celebracions
El sàbat (dissabte) és el descans setmanal que comença la nit del divendres i acaba la nit del dissabte, on se celebra la creació de Déu, i es commemora el descans de Déu per a contemplar la creació. Durant el xabbat no es pot realitzar cap feina. Les diverses definicions de què constitueix una «feina» (melakhà) varien de denominació en denominació. Els jueus ortodoxos, per exemple, no condueixen ni encenen llums o aparells elèctrics. Els conservadors permeten conduir només si és per a anar a la sinagoga. Per als reformistes i reconstruccionistes, l'observança és una decisió personal, i cada persona té dret de decidir què és per a ella «fer feina» i com pot honorar millor el dia de repòs. El xabbat és considerat la celebració més important del judaisme.
Altres celebracions són la festa de les cabanes o Sukkot, la Pentecosta o Xavuot, el Cap d'Any o Roix ha-Xanà, el dia del Penediment o Yom Kippur i la Pasqua o Péssah.

## Branques
Al llarg dels últims dos segles la comunitat jueva s'ha dividit en diverses denominacions, cadascuna amb un enteniment diferent dels principis que ha d'acceptar un jueu, i com ha de viure un jueu. A diferència de les denominacions cristianes, aquestes diferències doctrinals no són absolutament divisòries, i els conservadors poden lliurement assistir a una sinagoga ortodoxa o reformada.
La majoria dels jueus religiosos no consideren que la denominació sigui una manera vàlida per a designar els jueus, sinó que el més important és la seva observació de la religió. Per als jueus ortodoxos, per exemple, els jueus que no observen les lleis del xabbat i del Yom Tov (els dies religiosos), la Kaixrut i la puresa familiar, no són religiosos. Per als reformistes, el principal és aplicar els continguts ètics, no els rituals. Els reconstruccionistes pensen que qualsevol manifestació de la cultura i de la filosofia jueva és de fet «judaisme» o almenys «judeïtat».
- El judaisme ortodox, sosté que la Torà va ser escrita per Déu, dictada a Moisès, i que les lleis han de ser observades i són immutables. Els jueus ortodoxos consideren que el Xulhan Arukh (de l'hebreu: שולחן ערוך), un codi legal del segle xvi és la codificació definitiva de la llei jueva, i afirmen que hi ha una continuïtat entre el judaisme abans de la Il·lustració, i el judaisme ortodox modern. El judaisme ortodox consisteix del judaisme ortodox modern i del judaisme haredi. La majoria dels ortodoxos admeten una forma particular de la teologia jueva basada en els principis de Maimònides.

- El judaisme ortodox modern és un moviment dins del judaisme ortodox que tracta de trobar un balanç entre els valors jueus i l'observança de la llei jueva amb el món laic i modern. L'ortodòxia moderna es basa en diversos ensenyaments i filosofies, si bé manté en comú amb la resta del judaisme ortodox en què considera el Xulhan Arukh com normatiu.[2] No obstant això, en els Estats Units i en general en el món occidental, domina la «ortodòxia centrista», basada en la filosofia de Torà u-madà (la Torà i el coneixement [científic]). A Israel, el moviment ortodox modern està dominat pel sionisme religiós, però, encara que no idèntics, aquests moviments comparteixen molts dels mateixos valors i molts dels seguidors.[3]

- El judaisme reformista, també conegut com a «judaisme progressiu», i al Regne Unit com a «judaisme liberal», es va originar a Alemanya com a resposta a la Il·lustració. El judaisme reformat inicialment definia el judaisme com una religió i no pas com una raça o cultura i rebutjava les ordenances rituals de la Torà. El judaisme reformat va desenvolupar les reunions d'oració en llengües vernacles. Avui dia, però, moltes congregacions reformades han retornat a les oracions en hebreu (a més que ja és la primera llengua de la majoria dels israelians), i promouen l'observació d'alguns preceptes de la llei jueva. Fou la primera denominació a ordenar dones rabines.

- El judaisme conservador, conegut també com a «judaisme massortí» (de l'hebreu que significa 'tradicional'). Massortí és el títol oficial que té a Israel també, encara que té un significat més general. El judaisme conservador es va formar als Estats Units a finals del segle xix per la fusió de dos grups: els jueus reformats que no volien el rebuig emfàtic de la llei jueva, i els jueus ortodoxos que no acceptaven la creença en la «llei oral» (que declara la continuïtat de la revelació de Déu al Sinaí i la llei del Xulhan Arukh), i que preferien promoure l'estudi dels texts jueus i la història d'Israel. Els conservadors emfatitzen que els jueus constitueixen una nació i alhora una religió. També emfatitzen la seva identificació amb els amoraïm, els savis del Talmud que acceptaven els debats sobre les interpretacions de la llei jueva.

- El judaisme reconstruccionista va començar com la filosofia de Mordecai Kaplan, un rabí del judaisme conservador. Aquesta denominació emfasitza la re-interpretació del judaisme per adaptar-la a la filosofia dels temps moderns, la justícia social com a manifestació de la fe i la definició del judaisme en tant que civilització evolutiva del poble jueu. Fou la primera denominació a ordenar rabins i rabines homosexuals.
- El judaisme humanista és un moviment plural que emfatitza la cultura jueva i la seva història més que la creença en Déu com a font de la identitat jueva pel que els seus rituals i cerimònies normalment no inclouen resos ni invocacions a deïtats.

- El judaisme hassídic. El moviment anomenat hassidisme va ser fundat al segle xviii per Israel Ben Eliezer (1698-1760), conegut com a Baal Xem Tov, a Podíl·lia, Ucraïna, en aquell temps part de Polònia. El moviment hassidim, es va anar expandint principalment als territoris de Belarús, Ucraïna, Lituània, Polònia, Rússia, Imperi Austrohongarès, Romania i Alemanya.

A Catalunya són presents creients de diverses denominacions i, encara que l'ortodoxa és avui majoritària, les tendències progressistes estan ràpidament guanyant terreny.

### El judaisme haredi
Haredins és el nom que reben els practicants ultraortodoxos del judaisme. El seu nom significa 'els qui temen Déu' i les seves creences es basen en una visió literalista dels escrits sagrats i un manteniment dels costums històrics del poble jueu, sovint en contradicció amb els valors considerats moderns per Occident. Aquesta concepció del món els porta a viure en barris propis, centrats a viure la fe.
Els orígens dels barris haredins estan en els guetos de les darreries de l'edat mitjana i el Renaixement, barris segregats on podien practicar la seva religió. Quan l'antisemitisme va recular i es va permetre la integració dels jueus amb la població local, alguns grups religiosos la van rebutjar per por a la contaminació de l'estil de vida gentil i van romandre com a grups separats.

#### Creences
Els haredins es basen en l'observació estricta dels 613 manaments o mitzvot continguts a la Torà (Pentateuc). Aquesta xifra té un simbolisme especial, ja que és la suma de les 365 prohibicions, una per cada dia de l'any, i les 248 prescripcions, corresponents als òrgans tradicionals del cos (segons Maimònides). Altres corrents afirmen que beTorah (a la Torà) té un valor numèric de 613, reforçant el simbolisme de les normes. Aquestes normes s'haurien instituït en temps de Moisès i els haredins afirmen ser el poble que les ha continuat observant sense ruptures temporals, enfront d'altres grups del judaisme que ells perceben com apartats o desviats.
Per als debats ètics que puguin sorgir, per tractar-se de situacions no contemplades a les normes, s'encoratja la consulta al rabí local i obrar segons els precedents de les lleis jueves (halacà), que busquen respectar la tradició i es basen en un sistema de precedents per justificar qualsevol innovació.
Determinats grups haredins rebutgen les noves tecnologies, basant-se en una interpretació rigorista de l'halacà, mentre que d'altres les han adoptat. El rebuig, però, no és tan acusat com en el cas dels amish o altres tendències religioses similars.
El centre de la vida dels haredins és la família i la comunitat, dedicada a debatre, estudiar i obeir les lleis religioses. Les dones tenen molts fills i porten una vida de castedat i recolliment. Els homes es distingeixen exteriorment pels vestits negres, per qüestions de pudor, i les seves barbes i pentinats. S'agrupen en barris propis, per por a la temptació que suposa l'estil de vida dominant, amb crides a l'individualisme i a apartar-se dels preceptes divins. Aquests barris tenen poblacions importants a Israel, Estats Units, França i Holanda. La vida en els barris haredins es regeix per les normes internes, ja que els jueus ultraortodoxos rebutgen les institucions polítiques externes, la democràcia o qualsevol poder terrenal (per això han mantingut discussions constants sobre l'Estat d'Israel o el sionisme). Igualment, es mostren escèptics davant els postulats científics del racionalisme, perquè argumenten que l'única veritat prové dels textos revelats i a més a més la història demostra que els fets acceptats com a coneixement provat s'abandonen amb l'evolució del pensament (i per tant no compensa estudiar un error probable).

#### Grups d'haredins
El moviment haredí no és homogeni. Es divideix en dues grans tendències, els hassidim i els mitnagddim ('contraris'). Els hassidins exploten les emocions i el misticisme per aconseguir la màxima unió amb Déu a la vida terrenal i estan dirigits per un rabí, sovint hereditari, que actua com a líder de la comunitat. Hi ha diversos subgrups hassidins. Els mitnagddim consideren que només l'estudi i la vida intel·lectual poden apropar l'home a la divinitat i porten un estil de vida molt més auster. S'agrupen al voltant dels caps de la yeshivot o escola d'estudi i mantenen una línia d'actuació molt similar malgrat les distàncies geogràfiques.
S'aprecien diferències entre els haredins d'origen askhenazí (la majoria) i els d'origen sefardita, considerats més progressistes. Els sefardites recolzen més la implicació en la vida política, especialment la d'Israel, arribant fins i tot a crear partits propis, com el Mizrahi.

## Demografia
Segons el professor Sergio Della Pèrgola, expert en demografia del poble jueu de la Universitat Hebrea de Jerusalem, l'any 2001 eren al món 13.200.000 jueus, dels quals 4.900.000 residien a Israel (aproximadament un 37 per cent del total), mentre que els restants 8.300.000 ho fan en la diàspora, el nom donat pels jueus a la comunitat jueva fora d'Israel.
La concentració més gran de població jueva es trobava a Israel. La ciutat més gran del món jueu era el Gush Dan o el Gran Tel-Aviv, amb 2,5 milions, a la qual seguien Nova York, amb 1,9 milions; Haifa, amb 655.000; Los Angeles, amb 621.000, Jerusalem, amb 570.000 i el sud-est de Florida amb 514.000 jueus (totes les dades del 2001).
El 2010, segons «The Jewish Population of the World», basada en l'American Jewish Year Book i el North American Jewish Databank de la Universitat de Connecticut, la xifra era de 13.430.000 jueus al món, dels quals 5.703.700 vivien a Israel i 5.275.000 en els Estats Units. Al continent americà en residien al voltant de 6.039.600, a l'asiàtic al voltant de 5.741.500, a l'africà 76.200, a Oceania 115.100 i al continent europeu aproximadament un milió i mig més. Són xifres que canvien permanentment.

## Història

Mapa amb les dotze tribus d'Israel, 1200-1050 aC

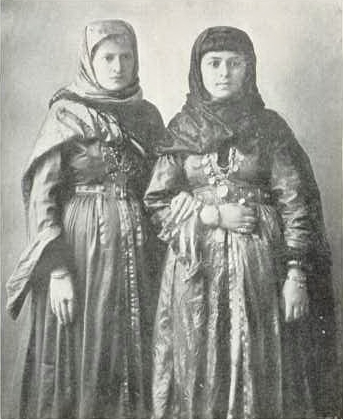
Jueves mizrahim

El llibre bíblic del Gènesi explica que el patriarca Abraham sortí (d'Ur?) per mantenir la pau dins del clan dels Ivrim (Apuru?) i es dirigí cap al nord. Abraham mantingué un pacte amb Déu que és l'origen del judaisme (però també de l'islam i del cristianisme) 
D'aquí en endavant el poble jueu mantindrà, com a principal originalitat ideològica entre la resta de pobles, la contínua intervenció divina en la història humana (hierofania) això inclourà des de la conquesta assíria de Jerusalem, els exilis, les secessions polítiques i fins i tot l'Holocaust.
La diàspora comportà des dels seus inicis més llunyans (ja des dels antics egipcis) l'antisemitisme (terme que es va utilitzar des de la seva creació). La història de l'antisemitisme ocupa la major part de la història del poble jueu. D'altra banda la història dels jueus també és destacada en el camp de la ciència i aquesta té les seves arrels en la sinagoga.
Motius religiosos, era habitual que des de les esglésies es cridés a atacar els calls, i socials (en molts països per exemple, els jueus tenien prohibit treballar en nombroses feines, permetent-se'ls només treballar com prestadors) implicaven que els jueus despertessin grans animadversions entre la població general que acabaven en successius pogroms o expulsions.
El sionisme va ser en gran part una resposta a la consideració negativa de la societat occidental cap al poble jueu. Tot i això l'emigració cap al Mandat Britànic de Palestina, amb aportacions de grans capitals de jueus acabalats, va tenir l'escepticisme dels jueus assimilats d'Europa occidental i l'oposició de la major part dels rabins ortodoxos que consideraven que aquella concepció d'un estat d'Israel no era l'adequada.

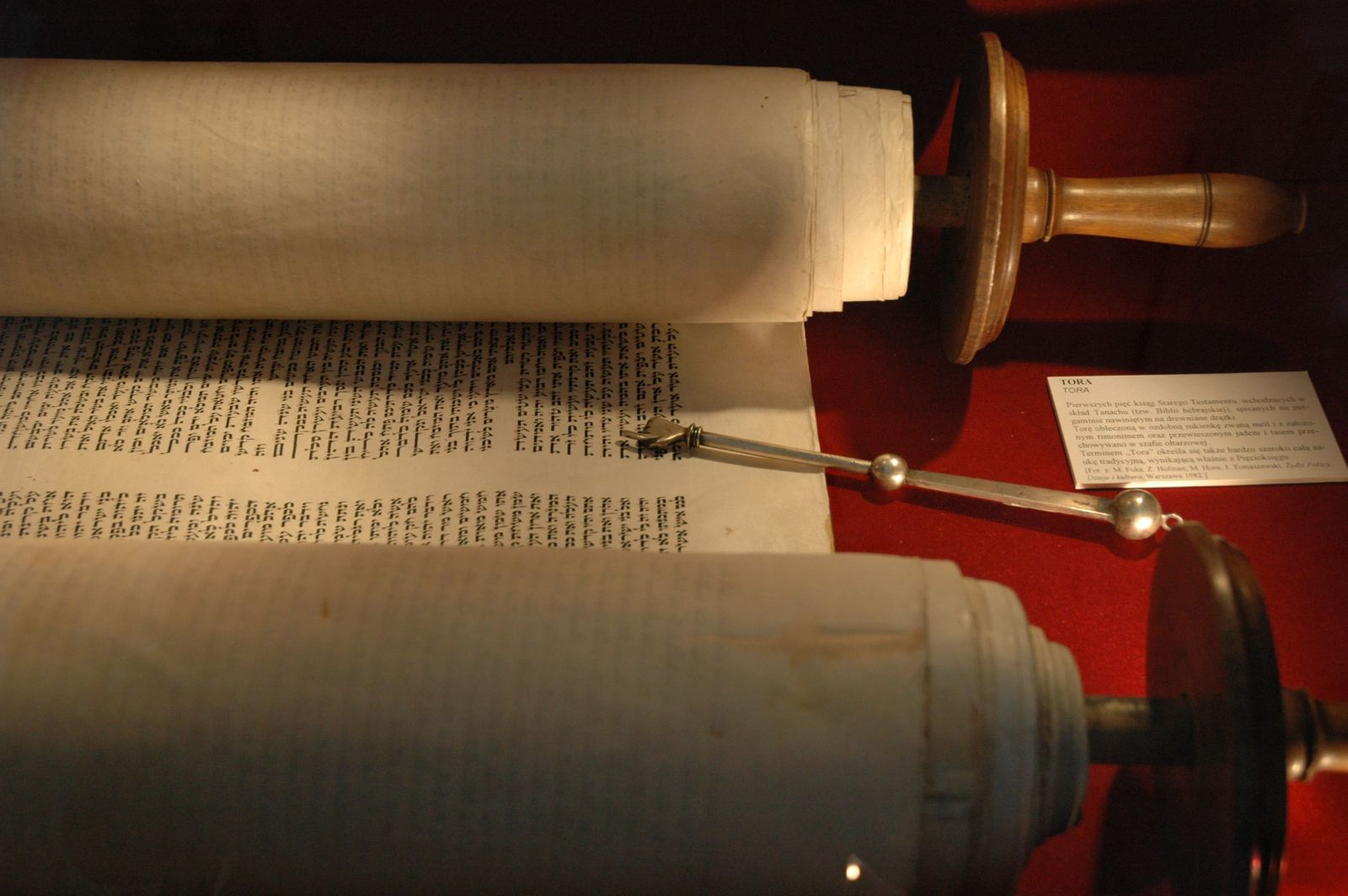
Els rotllos de la Torà, oberts per a la seva lectura en públic a la sinagoga.

La història jueva es remunta a les velles tradicions bíbliques. Quan l'arca de Noè va encallar al mont Ararat, els fills de Noè (Sem, Cam i Jafet) van donar origen, respectivament, als semites del Pròxim Orient, als camites d'Àfrica i als jafetites de la resta del món.
Abraham, pare dels jueus, en rebre de Jahvè l'ordre d'assentar-se en la terra de Canaan, es va posar en camí immediatament, partint de la seva pàtria, Ur, dels caldeus (Mesopotàmia). Abraham, el seu fill Isaac i el seu net Jacob van ser pastors nòmades.
Els seus descendents es van veure empesos per la fam a la terra de Goixen, al delta del riu Nil. Però el faraó d'Egipte, veient que augmentaven sense parar i es feien poderosos, els va reduir a l'esclavitud. Amb Moisès ungit com a líder i legislador, el poble triat per Déu es va dirigir cap a Canaan, la terra promesa.
La dramàtica marxa des d'Egipte a través del mar Roig i el pelegrinatge de 40 anys pel desert són fites importants en la història del poble israelita. Els jueus, un cop conquerida la ciutat de Jericó, es van establir a la zona agrícola de Canaan, terra de la qual en la Bíblia es diu que «rajava la llet i la mel».
Un cop establerts a Israel, la terra va ser dividida entre les dotze tribus: Aser, Neftalí, Manassès, Zabuló, Issacar, Gad, Efraïm, Dan, Benjamí, Rubén, Judà i Simeó. Amb el temps es va passar d'una teocràcia a una forma de govern monàrquica, sent els reis més famosos de l'època Saül, David i el seu fill Salomó d'Israel, amb la seva capital a Jerusalem. Després del regne de Salomó, la nació es va dividir en dos regnes: el regne d'Israel al nord i el regne de Judea al sud. El regne d'Israel va ser conquerit pel rei assiri Sargon II, al final del segle VIII abans de Crist. El regne de Judea va poder continuar durant un segle i mig, fins que l'any 586 abans de Crist va ser conquerit pels babilonis, comandats per Nabucodonosor II. En aquest any es va destruir el primer temple, lloc central de l'activitat religiosa jueva de l'època. Molts dels jueus van ser bandejats d'Israel i van ser portats com esclaus a Babilònia (actual Iraq), la qual cosa constitueix la primera diàspora jueva. Durant l'exili a Babilònia, els jueus escriuen el que es coneix com el «Talmud de Babilònia» (Talmud Bavli), mentre que els jueus encara establerts a Judea escriuen el «Talmud de Jerusalem». Aquests dos manuscrits representen les primeres manifestacions de la Torà en forma escrita, i el Talmud de Babilònia és l'utilitzat actualment per les comunitats jueves. La subsegüent conquesta de Babilònia a mans dels perses va permetre a molts jueus tornar a la seva terra natal després de 70 anys a l'exili babilònic. Es va construir un nou Segon Temple i es van restablir les antigues pràctiques.
La comunitat jueva d'Israel va ser dominada per diversos antics imperis. Els assiris van ser seguits pels babilonis i després pels perses fins a la conquesta per part dels grecs. És en aquesta època (cap al 170 aC) quan esclata una revolució encapçalada per Judes Macabeu («martell», hasmoneu) que aconsegueix col·locar a tot el territori l'antic Israel novament sota domini jueu. El Regne hasmoneu de Judà va passar finalment a mans dels romans.
És l'any 70 després de Crist quan esclata una nova rebel·lió i és destruït el Segon Temple. Molts habitants jueus són venuts com a esclaus i escampats pels confins de l'Imperi Romà, procés que es coneix com la «diàspora». La història de Masada demostra l'empenta dels soldats jueus de l'època. Nombroses comunitats jueves van florir a l'Imperi Sassànida i a l'Imperi Romà.
A l'alta edat mitjana el regne dels Khàzars (a l'estepa del Volga) va adoptar el judaisme com la seva religió oficial, però encara es discuteix l'abast d'aquesta conversió entre els pobles subjectes al kan Khàzar.
L'hegemonia del cristianisme a Europa va significar nombroses persecucions contra el poble jueu, les quals van derivar en freqüents i reiterades expulsions. Moltes comunitats van haver de viure en barris segregats anomenats guetos, però també és cert que en altres períodes van gaudir de major tolerància, sense ser mai acceptats del tot.
Durant l'edat mitjana, per més que es busquessin mercaders de professió, no es trobava cap o més aviat es trobaven únicament jueus. Només ells, a partir de l'època carolíngia, practicaven amb regularitat el comerç, a tal punt que, en l'idioma d'aquell temps, les paraules judaeus i mercator eren gairebé sinònims. Uns quants es van establir al sud de França, però la majoria venia dels països musulmans del Mediterrani, des d'on es van traslladar, passant per Espanya, a l'occident i al nord d'Europa. Tots ells eren radhanites, perpetus comerciants viatgers, gràcies als quals es va mantenir el contacte superficial amb les religions orientals.
El comerç a què es van dedicar va ser exclusivament d'espècies i teles precioses, que transportaven treballosament des de Síria, Egipte i l'Imperi Romà d'Orient fins a l'Imperi Carolingi. Els mercaders jueus es dirigien a una clientela molt reduïda. Les utilitats que van realitzar van haver de ser molt importants, però s'ha de considerar que el seu paper econòmic no va arribar a ser transcendental.
En el món musulmà, malgrat alguns episodis de persecució i matances (sobretot en el primer segle d'expansió de l'islam), els jueus van ser tolerats per ser un dels «Pobles del Llibre», a canvi del pagament d'importants tributs i de nombroses restriccions, arribant a ocupar en alguns casos alts llocs en l'administració califal tant a Damasc com a Bagdad i a Còrdova. No obstant això, que fossin tolerats no els va lliurar mai de la seva condició legal de dhimma, la qual cosa els condemnava a nombroses discriminacions i a una situació de submissió.
Els jueus espanyols, coneguts com a sefardites, van ser obligats a la conversió al cristianisme o van ser expulsats el 1492 del Regne de Castella i de la Corona d'Aragó mitjançant l'edicte de Granada. Molts van trobar refugi a l'Imperi Otomà, fins i tot avui en dia viuen en ciutats com Istanbul o Esmirna jueus sefardites que conserven el judeocastellà medieval com la seva llengua.
No va existir un altre Estat jueu a Israel fins al 1948, quan va ser declarada finalment la seva independència.

## Jueus d'Espanya
Els jueus d'Espanya, també coneguts com a sefardites (de l'hebreu ספרדים Sefarad, 'península Ibèrica') fou una de les més importants comunitats de la diàspora jueva.
Els jueus van constituir en l'Espanya medieval una de les comunitats més pròsperes de la seva història, tant sota el domini musulmà com, posteriorment, en els regnes cristians, abans que en 1492 fossin expulsats pels Reis Catòlics. En l'actualitat només uns pocs milers de jueus viuen a Espanya, però els descendents dels jueus espanyols, els sefardites, constitueixen aproximadament un cinquè de la població jueva mundial.

## Jueus catalans
Els jueus catalans històrics són les poblacions de religió jueva que es varen desenvolupar a l'edat mitjana a Catalunya.
No sé sap quan varen començar a establir-se a Catalunya ni en quina mesura ho varen fer per conversió o per emigració.
La resta jueva més antiga de Catalunya és una pedra del segle IV amb un text trilingüe hebreu, llatí i grec on deia Pau sobre Israel i sobre nosaltres i els nostres fills, amén on entre altres dibuixos hi havia un canelobre de set braços. Però no és fins als temps de Carles el Calb que es troba la primera referència directa a un habitant jueu anomenat Judà o Judacot i que era emissari del rei a Barcelona.
La seva població va augmentar en els segles posteriors i varen establir calls a Girona, Lleida (també anomenat La Cuïrassa), Cervera, Tortosa, Manresa, Tarragona, Perpinyà, Vilafranca del Penedès. En algunes poblacions hi havia dos calls. A Barcelona hi havia el Call Major o de la Volta i el Call de Sanaüja o de N'Àngela. A Cervera el Call Antic, Vell o Sobirà i el Call Nou o Jussà. Balaguer i Besalú també tingué població jueva.
Els jueus catalans eren considerats propietat directa del rei, de manera que aquests no havien d'estar subjectes als nobles i al sistema feudal que afectava els cristians. D'aquesta forma el rei se'n servia per a cobrar-los impostos especials i obligar-los a fer-li préstecs. La posició de la corona era la d'afavorir la seva existència per tal de tenir algú capaç de desenvolupar les tasques de metge i prestador que eren feines considerades impures pels cristians. Tanmateix, després dels avalots de 1391 calls sencers varen ser destruïts i, malgrat els intents, mai es va poder recuperar la població jueva de Barcelona. Va ser llavors que la major part de la població jueva de Catalunya va emigrar al Regne d'Aragó, fet que explicaria per què havent-hi hagut una població tan destacada al segle xiv després de l'expulsió final forçada de 1492 no s'ha pogut observar rastres del català en la diàspora.
Els jueus de Catalunya tenien l'obligació de ser identificats amb una rodella distintiva a la roba.

### Catalànic
Els jueus catalans parlaven principalment català. L'hebreu només el feien servir litúrgicament i en escrits cultes per ser entesos per altres comunitats jueves (està documentada una consulta del segle ix dels jueus de la ciutat al mestre Rab Amram, de Babilònia, sobre temes religiosos i legals). No eren araboparlants, però el seu major coneixement va facilitar que fossin contractats com a funcionaris per l'administració catalans tot i que les lleis més restrictives del 1283 en el Recognoverunt proceres els va fer desaparèixer d'aquesta àrea.
Els escrits que han deixat contenien tot sovint traduccions directes de l'hebreu així com tot d'altres paraules típiques també dels altres parlars romànics dominats per jueus. Aquest dialecte social és anomenat catalànic.

### Jueus catalans destacats
- Jacob ben David ben Yomtob
- Xelomó Bonafed
- Xelomó de Piera
- Abraham bar Hiyya
- Yehudà al-Harizí
- Bonastruc ça Porta
- Xelomó ben Adret
- Massot Avengenà
- Moixè Natan
- Jafudà Bonsenyor

## Jueus mallorquins
La comunitat jueva de Mallorca es remunta als temps romans; la historiografia mallorquina tradicional ha donat per fet, sense poder documentar-ho, que l'arribada de jueus a l'illa es va produir amb la diàspora posterior a la destrucció del segon Temple de Jerusalem, al segle i, no hem d'oblidar que a l'Illa d'Eivissa s'ha trobat un àmfora amb caràcters hebreus que data almenys del segle i, si bé hi ha indicis d'aquesta presència, els primers vestigis segurs es remunten al segle v: l'epístola del Bisbe Sever de Menorca, l'any 418, en la qual es parla dels vincles de la comunitat jueva menorquina amb Mallorca, l'existència d'un bisbe mallorquí amb el nom hebreu d'Elies l'any 484, i les troballes arqueològiques dels ploms funeraris de Ses Fontanelles (Santa Maria), amb inscripcions hebraiques, i d'una llàntia amb la representació d'una menorà a Palma constitueixen l'inventari material que acredita la seva presència en aquells moments. Tot i així, de l'anàlisi de la descripció que fa Sever de la comunitat jueva de Menorca, molt nombrosa, ocupant altes dignitats municipals, capaç d'oposar-se enèrgicament a l'església cristiana… es dedueix que només pot correspondre a una comunitat sòlidament assentada des de temps enrere, com també devia passar a Mallorca.
El 1391 una revolta pagesa, dirigida inicialment contra el poder polític i els excessos fiscals, però segurament influïda pels assalts generalitzats a les juderies castellanes i aragoneses del mateix any, acabà amb l'assalt als calls de la ciutat de Mallorca i d'Inca. Molts jueus foren assassinats i espoliats, i finalment una bona part s'exilià o es convertí. Després d'un breu període de decadència el 1435, la resta de la comunitat jueva mallorquina va ser obligada a convertir-se al cristianisme, finalitzant en aquesta data l'existència oficial dels jueus a l'illa. Però, com en molts altres llocs, bona part dels jueus mallorquins varen practicar el criptojudaisme, és a dir, continuaren practicant la seva religió sota aparença cristiana, i s'articularen sota l'organització de la Confraria de Sant Miquel o dels conversos, posteriorment de Nostra Senyora de Gràcia, com a instrument de cohesió interna, ajuda mútua i resolució de conflictes. D'aquesta comunitat, al segle xvii se'n derivarà la qüestió xueta, amb les condemnes d'acusació de criptojudaisme i el consegüent procés d'estigmatització que va patir aquesta minoria des de llavors i fins a l'actualitat.

### Els xuetes
Els xuetes [ʃu'ətəs], també anomenats xuetons, són un grup social de l'illa de Mallorca, descendents d'una part dels jueus mallorquins conversos al cristianisme i dels quals al llarg de la història s'ha conservat consciència col·lectiva del seu origen per mor de ser portadors d'algun dels cognoms, de llinatge convers, afectat per les condemnes inquisitorials per criptojudaisme al darrer quart del segle xvii, o per estar-hi estretament emparentats. Els xuetes han estat històricament estigmatitzats i segregats, per la qual cosa, i fins a la primera meitat del segle xx, han practicat una estricta endogàmia. Avui dia, entre 18.000 i 20.000 persones a l'illa són portadores d'algun d'aquests cognoms.